# كايل زيمر
ناشطة اجتماعية أمريكية ، مؤسس ومدير مؤسسة الكتاب الأول المعنية بتوفير الكتب لأطفال الأسر الأكثر فقراً.
درست في كلية الحقوق بجامعة جورج واشنطن ، و جامعة آيوا
من مواليد ديسمبر 1960
```
      روابط خارجية: 
```

firstbook.org